# Kolë Idromeno
Kolë Idromeno   (Shkodër, 15 d'agost de 1860 - Shkodër, 12 de desembre de 1939) Nikollë Idromeno va ser un pintor, escultor, fotògraf, escenògraf, músic i arquitecte albanès.
És considerat el primer pintor albanès modern, a més d'oferir els primers espectacles cinematogràfics a Albània des de 1913.

## Biografia
Va néixer a Shkodër el 15 d'agost de 1860. Mostrant talent com a dibuixant des de molt jove, va començar a estudiar l'Acadèmia de les Arts de Venècia amb quinze anys. Idromeno no suportava l'ensenyament formal de l'acadèmia, i després de sis mesos va renunciar i va començar a treballar a l'estudi d'un pintor venecià.
En tornar a Albània el 1878, Idromeno va entrar com a aprenent a Driteşkronja, l'estudi de fotografia de Marubi. El 1883, va obrir el seu propi estudi de fotografia amb càmeres importades de l'empresa Pathé a França, anomenada Driteshkronja Idromeno.
L'agost de 1912 va signar un contracte amb la companyia austrohongaresa Joseph Stauber per importar equip cinematogràfic, cosa que l'ajudaria a transformar part del seu soterrani en una sala per projectar pel·lícules, que anomenaria “teatre elèctric”, un cinema rudimentari on es mostrarien les primeres imatges en moviment d'Albània.

## Fotografia
Al començament de la seva activitat com a fotògraf, Idromeno va utilitzar el procés de col·lodió humit, inventat en 1848, que més tard s'implementaria amb tecnologia de vidre sec amb bromur d'argent, innovadora a Europa.
El seu treball en fotografia es va definir per la constant exigència artística i tècnica, estava atent a les innovacions internacionals. Mantenia correspondència amb els germans Lumière de París.

## Pintura
En 1883 va pintar la seva obra més famosa, Motra tone (La nostra germana), a vegades referida com la Mona Lisa dels albanesos. És un retrat de la seva germana gran amb la vestimenta tradicional de la ciutat de Shkodër.
Inicialment conservat dins la família, aquest quadre va ser exposat per primera vegada el 1954, i s'ha convertit en un símbol de la cultura albanesa. El desembre de 2005 va ser exhibida al Musée d'Orsay a París, convertint-se en la primera obra albanesa exposada en aquest espai.
Idromeno és considerat el millor pintor paisatgista de l'escola moderna de pintura albanesa i pioner de la pintura realista del segle XX a Albània. Els seus treballs han format part d'exposicions internacionals a Viena, Roma, Bari, Budapest i Nova York.
Des de 1959, la seva obra es conserva al Mezuraj Museum de Tirana.